# Metapenaeopsis ivanovi
Metapenaeopsis ivanovi är en kräftdjursart som beskrevs av Crosnier 1994. Metapenaeopsis ivanovi ingår i släktet Metapenaeopsis och familjen Penaeidae. Inga underarter finns listade i Catalogue of Life.